# Castuera
Castuera es un municipio y localidad española de la provincia de Badajoz, en la comunidad autónoma de Extremadura. El término municipal tiene una población de 5497 habitantes (INE 2024).

## Geografía
El norte del municipio está ocupado por las aguas del embalse del Zújar, que junto con el embalse de La Serena forma uno de los embalses más grandes de Europa. Pertenece a la comarca de La Serena y es sede del partido judicial de Castuera.

## Toponimia
Villa de Badajoz en un valle. Del latín vulgar cǔstōria, alteración conocida del clásico cǔstōdia, puesto de guardia, guardia. Compárese Costur (Castellón). Para la presencia del término en la misma aplicación en otros ámbitos románicos, compárese Coustouge (Aude, Francia), Coustouges (Pirineos Orientales, Francia) etc. Para la imagen toponímica compárese La Guardia, Velilla, etc.
El origen de su nombre tiene muchas hipótesis pero la más acertada puede ser la del topónimo de "Casto" que significa sitio virtuoso y pudo ser fundada por el rey Don Fernando cuando quiso conquistar Benquerencia de la Serena. Cerca estaba la venta del Castro, de ahí Castoera y después Castuera. Agúndez Fernández dice que proviene de “CASTRUM”, pero Paredes Guillén piensa que es “Castruela” y que perdió una "r" por lo que vendría de castros o fortificaciones que había en los cerros que rodean el pueblo.

## Historia
Hachas prehistóricas y restos de explotaciones de minas romanas anuncian su antigüedad. Castuera es una de las dieciocho villas que formaban parte de la Real Dehesa de La Serena y formó parte de la Orden de Alcántara. Entre los siglos XIII y XIV parece que fue fundada según data en el libro de la Montería en el partido de la comarca de La Serena.

La reforma liberal convirtió a Castuera en capital de partido judicial, el más poblado de la provincia y fue cabeza de distrito electoral durante la Etapa Isabelina y la Restauración. En la Guerra de la Independencia se quitó a los vecinos los derechos de labor sobre tierras concejiles. A la caída del Antiguo Régimen la localidad se constituyó en municipio constitucional en la región de Extremadura, sede de partido judicial. En el censo de 1842 contaba con 1340 hogares y 5578 vecinos.

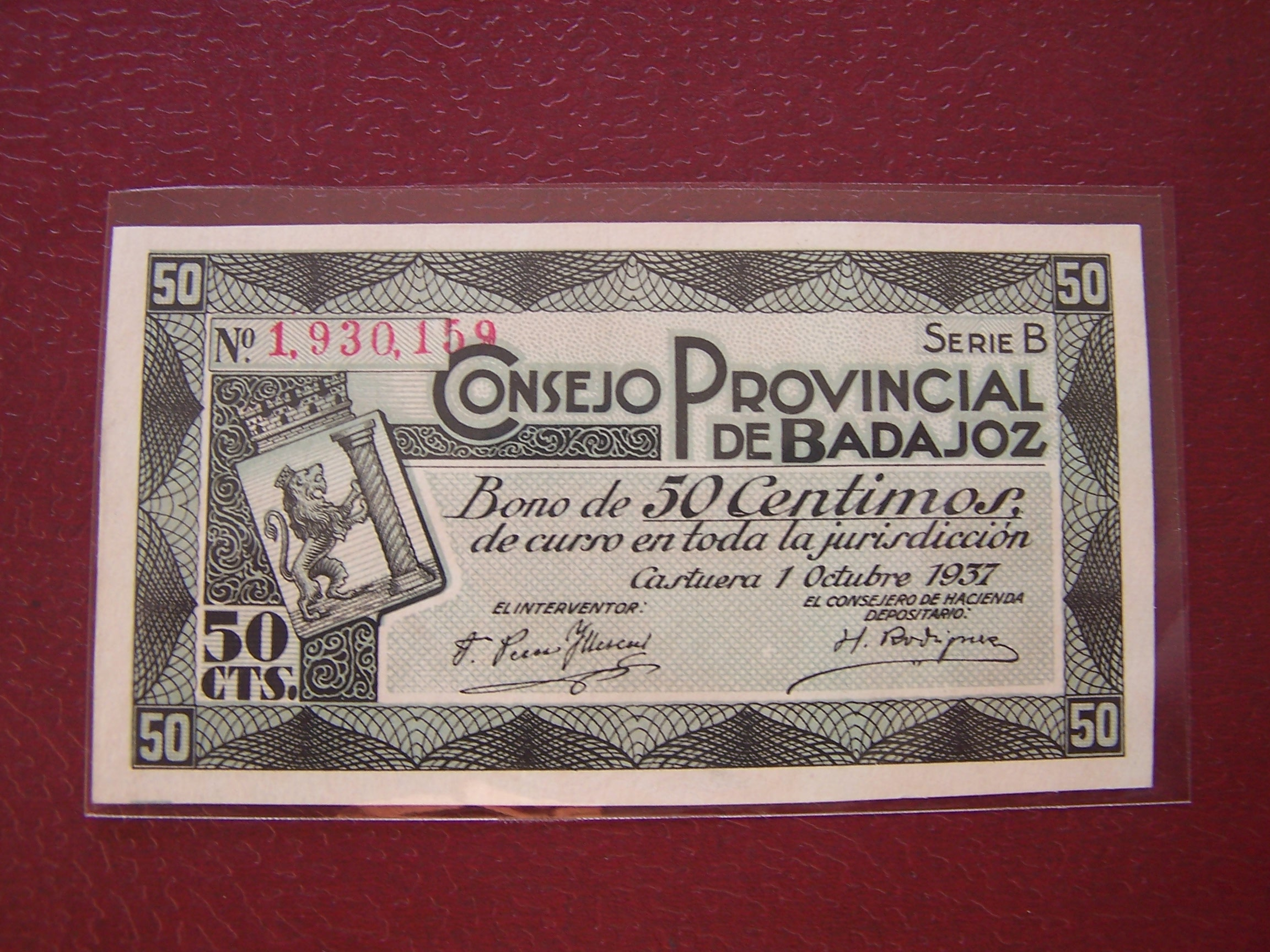
Billete local del Consejo Provincial de Badajoz de 50 céntimos de peseta, fechado en Castuera el 1 de octubre de 1937

Castuera fue durante la Segunda República uno de los pueblos más conflictivos de la provincia. En los dos años que siguieron al golpe de Estado, se mantuvo bajo control republicano y se convertiría en la capital de la provincia de Badajoz cuando cayeron en las manos del ejército franquista Badajoz y Mérida, y Don Benito quedó a sólo 10 km del frente. La población se incrementó considerablemente con la llegada de gran número de refugiados procedentes de las zonas ocupadas por las fuerzas franquistas, así como con la presencia de destacamentos militares.
Este protagonismo administrativo finalizó el 23 de julio de 1938 con la ocupación de Castuera por la 112 División del general Queipo de Llano. A partir de 1939 Castuera serviría como centro de ubicación de un campo de concentración franquista (1939-1940). Allí 92 barracones de madera y uralita albergaban entre 6000 y 7000 prisioneros a la espera de que las nuevas autoridades de sus pueblos de origen diesen buenas referencias de ellos.

## Demografía
Castuera cuenta con una población de 5497 habitantes (INE 2024).
| Gráfica de evolución demográfica de Castuera entre 1842 y 2021                                                        |
| |
| Población de derecho según los censos de población del INE. Población de hecho según los censos de población del INE. |

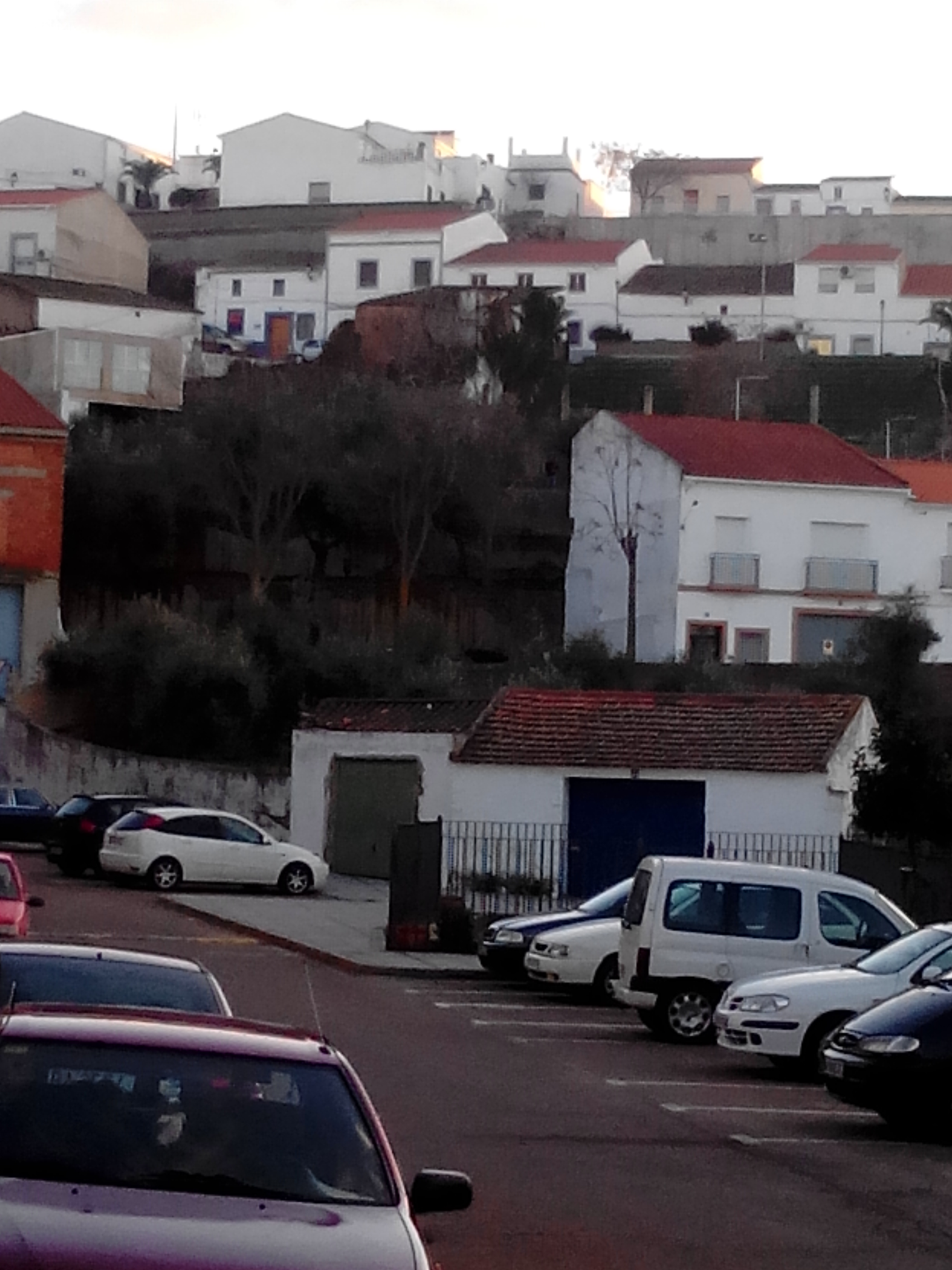
Parque del Cerrillo

Castuera es la localidad más poblada de la comarca de la Serena. Pese a que es la ciudad con mayor número de habitantes de dicha comarca, presenta una densidad de población baja (13,95 hab./km²), debido a la gran extensión de su término municipal, comparación con el dato extremeño, es prácticamente la mitad, situada en 2007 en 26,03 hab./km². 
Por sexo, están empadronados en Badajoz 2844 hombres y 2940 mujeres (INE 2020), lo que representa unos porcentajes de un 48,68 % y de un 51,32 %, respectivamente. Comparativamente con el conjunto extremeño, (un 49,64 % y un 50,36 %), en la localidad pacense se observa una mayor presencia relativa de mujeres. La población presenta un decrecimiento fuerte y constante debido a la baja tasa de fecundidad y la escasas oportunidades laborales debido al alto paro de la localidad.
Evolución demográfica de Castuera entre 1998 y 2017
Fuente: INE

## Patrimonio

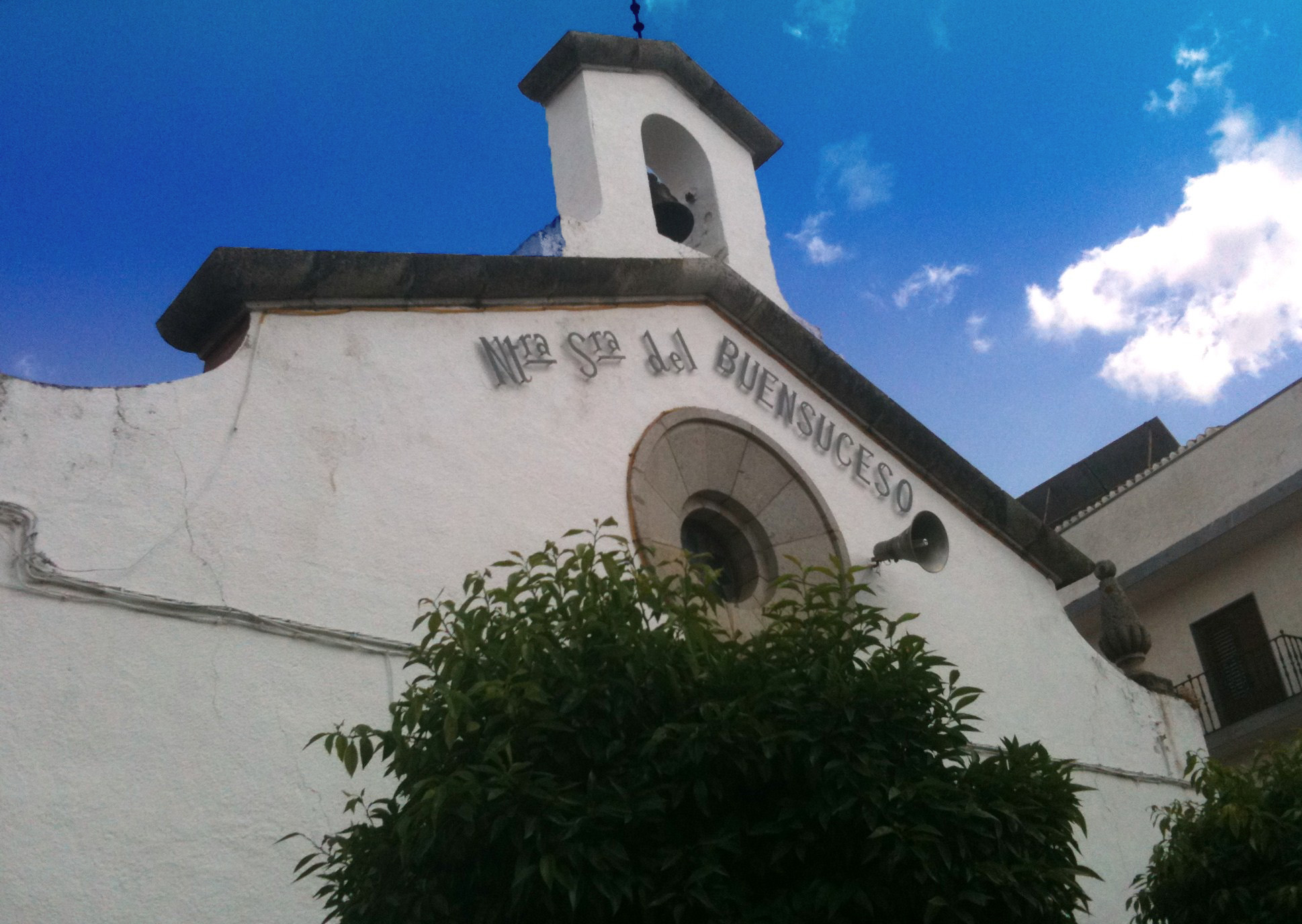
Ermita de Nuestra Señora del Buensuceso

Perteneció a la Orden de Alcántara durante los siglos XV y XVI, como se puede comprobar en las puertas de su monumento más importante la iglesia parroquial católica de Santa María Magdalena, en la archidiócesis de Mérida-Badajoz. Edificio del siglo XVIII en cuyo interior se conserva un retablo barroco.
Posee ermitas de los siglos XVI y XVII, como la de San Juan, Ntra. Sra. del Buensuceso, San Benito y Santa Ana.

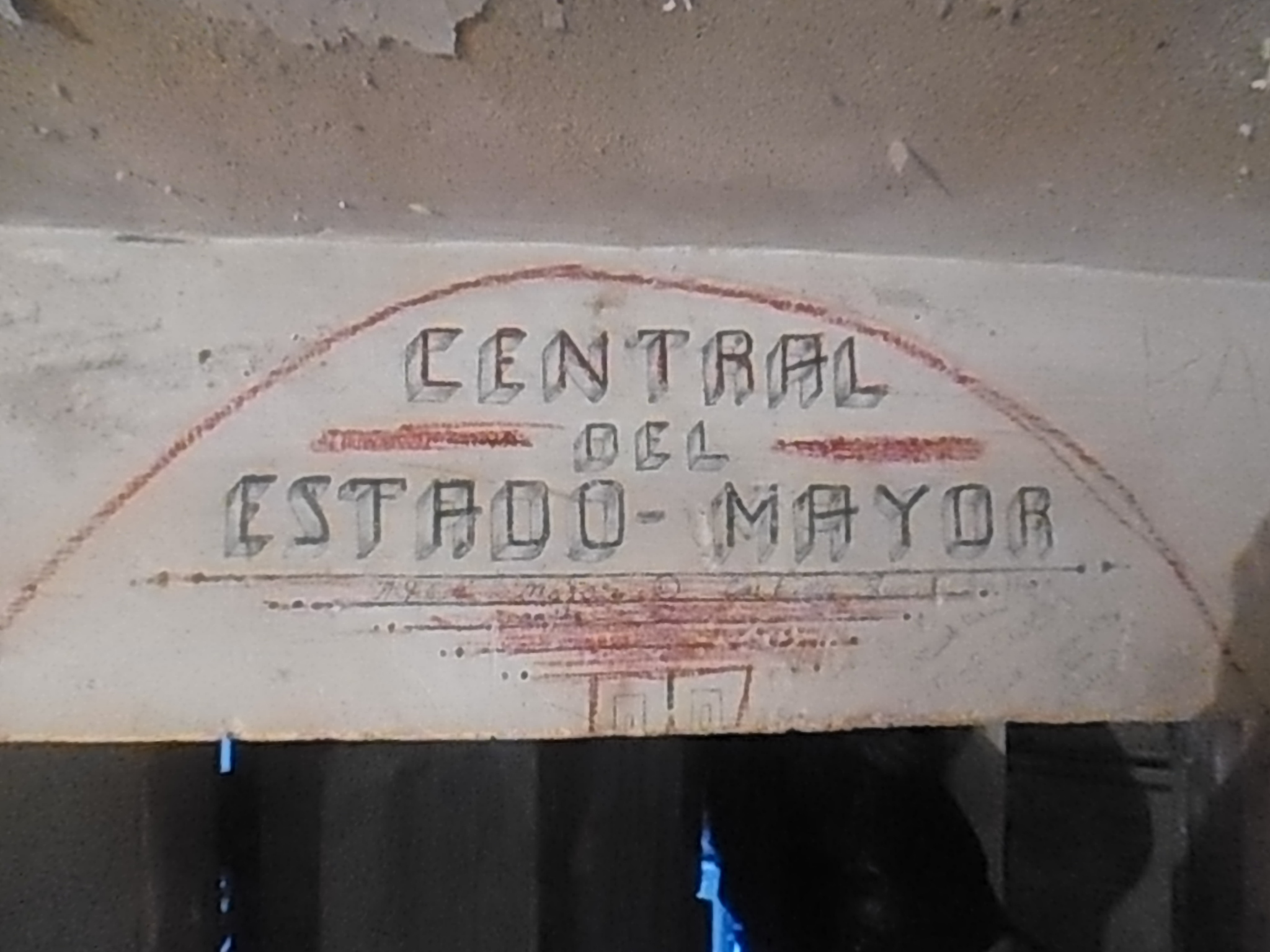
El antiguo hospital (hoy Palacio de los Condes de Ayala) sirvió de escondite republicano durante la guerra civil

Durante la Guerra Civil, existió un antiguo hospital de refugiados donde los republicanos hicieron presencia en circunstancia de guerra. Comunicados mediante antena con el exterior, se escondieron en un escondite secreto en dicho hospital. Permanecieron a la sombra en el largo transcurso de la guerra. Al producirse el desenlace de esta, no se sabe con exactitud el final de estos refugiados. Cuando el partido de derecha se hizo con el poder, el hospital pasó a manos de los mismos y fue fundado posteriormente el Palacio de Los Condes de Ayala, como se conoce actualmente en la población extremeña de Castuera.

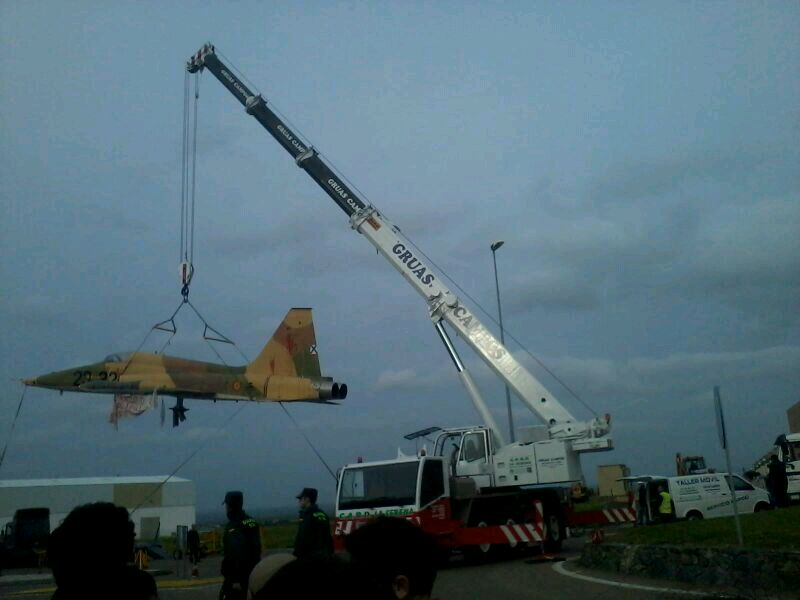
Retirada del avión de la rotonda de Castuera

El museo del turrón, antigua fábrica de harinas, que data edificio de principios de siglo XX, se distribuye en cuatro plantas donde se encuentra la maquinaria original de la fábrica como los molinos, así como el testigo del motor que compró en la Exposición Universal de Barcelona de 1929 el antiguo dueño Manuel de Tena. Esta fábrica es un fiel ejemplo del proceso de industrialización que tuvo la localidad a principios del siglo pasado.
También destacan algunos palacios y casas solariegas, como la casa de la sirena, de estilo barroco. Merece la pena pasear por las callejuelas y plazas, sobre todo no perderse el paseo por el típico barrio del Cerrillo.

## Administración y política
Desde 1983 Castuera ha estado gobernada, por el PSOE (1983-2011) y por el PP (2011-2015), siendo la fuerza política mayoritaria en todos los comicios el PSOE:
| Partido político | 2015  | 2015       | 2015  |
| Partido político | %     | Concejales | Votos |
| PSOE             | 49,94 | 7          | 1926  |
| PP               | 27,02 | 4          | 1042  |
| Somos Castuera   | 15,12 | 2          | 583   |
| Ganemos-IU-LV    | 6,74  | 0          | 260   |

## Servicios
Sanidad
- Centro de salud
- Clínica La Serena (privada)
- Veterinario

Seguridad
- Guardia Civil
- Policía Local
- Protección Civil
- Bomberos
- Cruz Roja

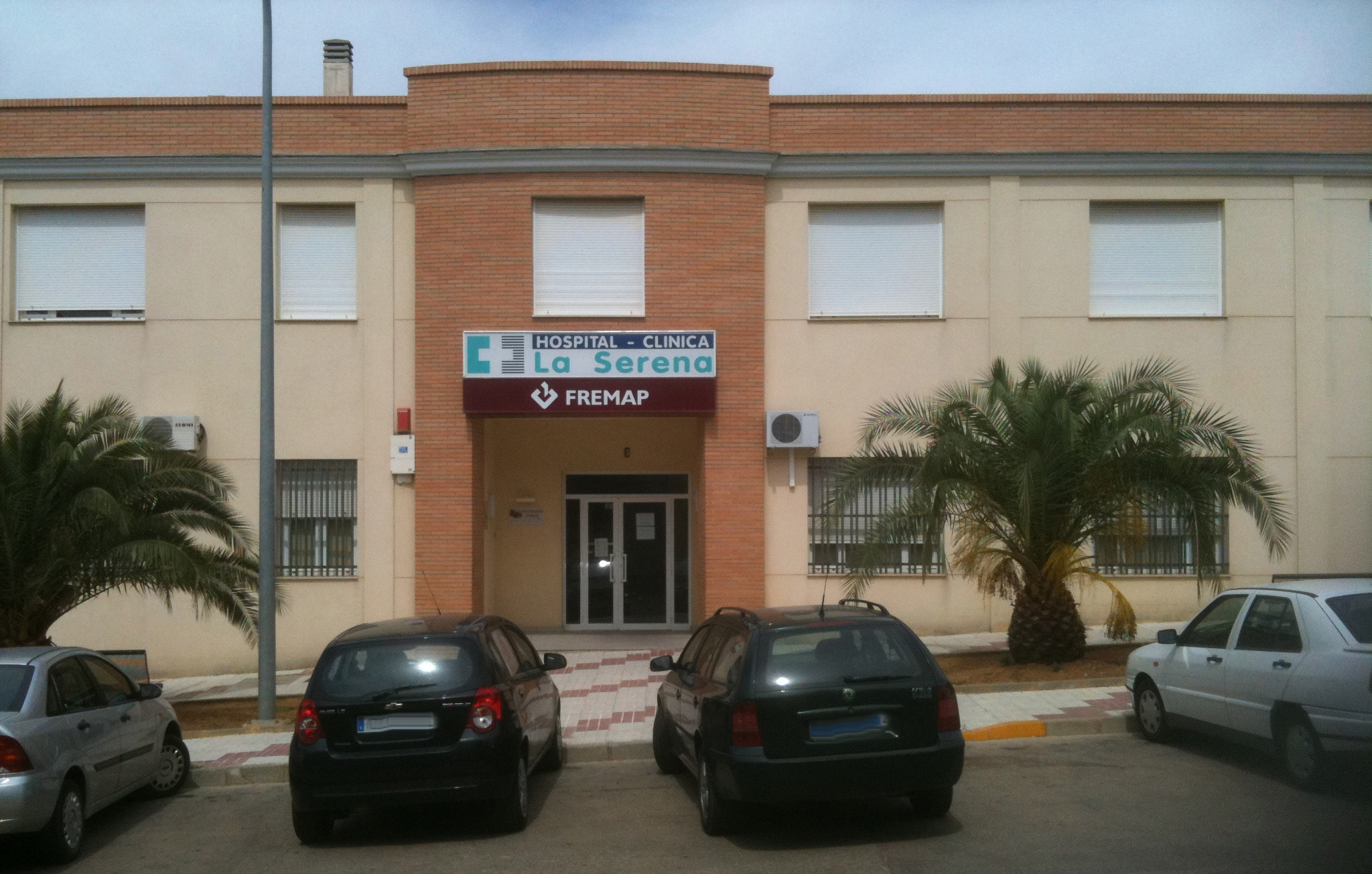
Clínica la Serena, ubicada en la calle Yuste

- Parque de Conservación de Carreteras (EX-103, s/n)

Educación
En Castuera hay una escuela de pastores, de las que existen pocas en España. Entre los centros de educación de Castuera se encuentran: el CEIP Pedro de Valdivia, el CEIP Joaquín Tena Artigas, el IES Castuera y el CEPA de Castuera.

## Cultura

### Fiestas
- Las Candelarias: alrededor de hogueras se celebra la festividad, más conocida como la Candelaria, el 2 de febrero. Los castueranos suelen reunirse en campos y comen el dulce típico de ese día, regañás.
- San Isidro: el 15 de mayo se celebra la romería y la gente del pueblo realiza carrozas, que acompañan a San Isidro en su viaje hasta su ermita mientras en las encinas de los alrededores se pasa el día entre amigos.
- Velada de San Juan: el 23 de junio, donde se realiza una verbena popular en dicha plaza con bailes regionales y el día 24 son fiestas en honor de san Juan.
- Santiago y Santa Ana: el 25 y 26 de julio es la feria chica, se celebra en el paseo de Santana.
- Fiestas patronales: en honor de Ntra. Sra. del Buensuceso, del 4 al 8 de septiembre. Suelen durar la primera semana de septiembre y en ellas se combina una variada oferta de ocio, como los encierros de vaquillas, y actividades infantiles y juveniles por las mañanas, las casetas de la feria y el famoso Salón Ovino, que ocupa un lugar importante en la feria, en las mediodías. Por las tardes las casetas y las corridas de toros y finalmente, las fiestas nocturnas.

Últimamente Castuera ha incorporado la ruta de las tapas, entre las citas más importantes de la localidad, y en él se pueden degustar tapas creativas de los establecimientos participantes.

### Gastronomía
Hay en Castuera un producto que tiene reconocida fama: el turrón. El Inventario Español de Productos Tradicionales incluye el turrón de Castuera. En Castuera se puede visitar el Museo del Turrón, que pertenece a la red de Museos de Identidad de Extremadura.
También destacan los platos gastronómicos que tienen por base el cordero y los derivados del cerdo, del que cabe destacar la caldereta extremeña así como los famosos gazpachos de huevo.
Además, goza de reconocimiento el queso de Castuera, en concreto, el más popular es el queso o torta de la Serena, realizado con leche de oveja, y que ha sido reconocido con multitud de premios en ferias gastronómicas.
El municipio forma parte de la zona de producción de cuatro productos que sobresalen por su calidad: el queso, el vino, el jamón y el aceite de oliva virgen extra.
Se comercializan con las etiquetas de calidad de:
- Denominación de Origen Queso de La Serena.
- Denominación de Origen Ribera del Guadiana.
- Denominación de Origen Dehesa de Castuera.

### Turismo
El embalse del río Zújar y su complejo turístico permiten la realización de actividades deportivas y de ocio al aire libre. Una de ellas es el descenso del Zújar haciendo rafting y en canoa.
Existe un museo del turrón que ilustra la tradición y elaboración del turrón, así como el día a día de los habitantes de antaño de la localidad. Cuenta con modelos y recreaciones de ambiente, gráficos interpretativos, audiovisuales y una selección de objetos originales, cedidos por turroneros de la localidad.
En Castuera se encuentra también, en la plaza de San Juan, la casa de Pedro de Valdivia, el conquistador de Chile.

### Medios de comunicación
En lo referente a la prensa escrita, el municipio cuenta con su propio periódico local, Hoy Castuera, formado a partir de una corresponsalía del diario regional extremeño Hoy.
Castuera tiene una radio municipal que se puede escuchar en el municipio y en sus zonas limítrofes se puede escuchar a través del 107.1 FM Radio Zújar Castuera
Además desde los postes de radiofusión de la sierra de Castuera emite otra emisora musical extremeña que tiene su origen en esta localidad a través del 95.8FM Lola FM.

## Ciudades hermanadas
- La Serena (Chile)